# Ladislav Hučko
Ladislav Hučko (ur. 6 lutego 1948 w Preszowie, zm. 14 stycznia 2025 w Pradze) – czeski duchowny katolicki rytu bizantyjskiego, egzarcha apostolski Republiki Czeskiej w latach 2003–2025.

## Życiorys

### Młodość i prezbiterat
Urodził się w rodzinie katolików obrządku bizantyjsko-rusińskiego. Po odmowie przyjęcia go na Wydział Teologiczny w Bratysławie rozpoczął na Uniwersytecie Pavla Jozefa Šafárika w Koszycach studia z fizyki, uwieńczone w 1972. Po studiach podjął pracę zawodową, udzielając się jednocześnie w podziemnych ruchach katolickich.
Po upadku komunizmu zaczął studia teologiczne na Papieskim Uniwersytecie Laterańskim, uwieńczone w 2000 tytułem doktora. 30 marca 1996 otrzymał święcenia kapłańskie. Po zakończeniu studiów wykładał w Instytucie Teologicznym w Koszycach.

### Episkopat
24 kwietnia 2003 został mianowany przez Jana Pawła II egzarchą apostolskim Republiki Czeskiej oraz biskupem tytularnym Horaea. Sakry biskupiej 31 maja 2003 udzielił mu w Pradze Đura Džudžar.
W latach 2005-2011 pełnił funkcję sekretarza generalnego Konferencji Episkopatu Czech.